# Aslı Çakır Alptekin
Aslı Çakır Alptekin, född 20 augusti 1985 i Antalya, är en turkisk friidrottare.
Çakır blev olympisk mästare på 1500 meter vid sommarspelen 2012 i London.
Hon åkte fast för doping år 2004 för användandet av förbjudna ämnen och hon blev avstängd i två år. 22 mars 2013 avslöjade flera medier att hon åkt fast för doping igen tillsammans med sju andra turkiska friidrottare. Varken IAAF eller WAADA har officiellt dementerat dopingfallen. 3 december 2013 blev hon  friad av det turkiska friidrottsförbundet.
Efter positiva dopningsprov blev hon fråntagen alla sina medaljer.